# Regatul Georgiei
Regatul Georgiei (georgiană საქართველოს სამეფოSak’art’velos Samep’o) a fost un regat medieval stabilit în 975 de către Bagrat al III-lea. Acesta a înflorit pe parcursul secolelor XI și XII, așa-zisa Epocă de aur din istoria Georgiei. Acesta a căzut sub dominația invaziei mongole în secolul XII, dar și-a re-afirmat suveranitate începând cu anii 1340. Reânceperea invaziilor turco-mongole începnd cu 1386 au condus la colapsul final al regatului în anarhie începând cu 1466 și la recunoașterea reciprocă a regatelor din componenta acesteia, Kartli, Kaheti și Imereti ca state independente, între anii 1490 și 1493. Un stat georgian unificat nu s-ar fi putut realiza până în 1762, când regatele Kartli și Kaheti s-au unit pentru a forma Regatul Kartli-Kaheti. În 1810, statul a fost anexat de către Imperiul Rus și a rămas sub dominație rusă (mai târziu sovietică) până în 1991, când s-a format Georgia din prezent.

## Origini
Ascendența dinastiei Bagrationi poate fi urmărită spre secolul VIII, când au venit pentru a conduce Tao-Clarjetia. Restaurarea regalității georgiene a început în anul 888, când Adarnase al IV-lea și-a luat titlul de „Rege al georgienilor”. David al II-lea, care aparținea dinastiei Bagrationi, conform tradiției georgiene, descindea din regele David Psalmistul. Acest lucru poate explica apariția harpei și a praștiei pe stema regală a dinastiei. Regatul Georgiei s-a stabilit în 1008. În acest an Bagrat al III-lea, fiul lui Gurgen al II-lea, devine conducătorul Regatului Georgiei de Vest, care includea Principatele Imeriti, Mingrelia, Abhazia, Guria și Svanetia. Mama lui Bagrat a fost regina Guranduht, o fiică a lui George al II-lea al Abhaziei.

## Epoca de Aur

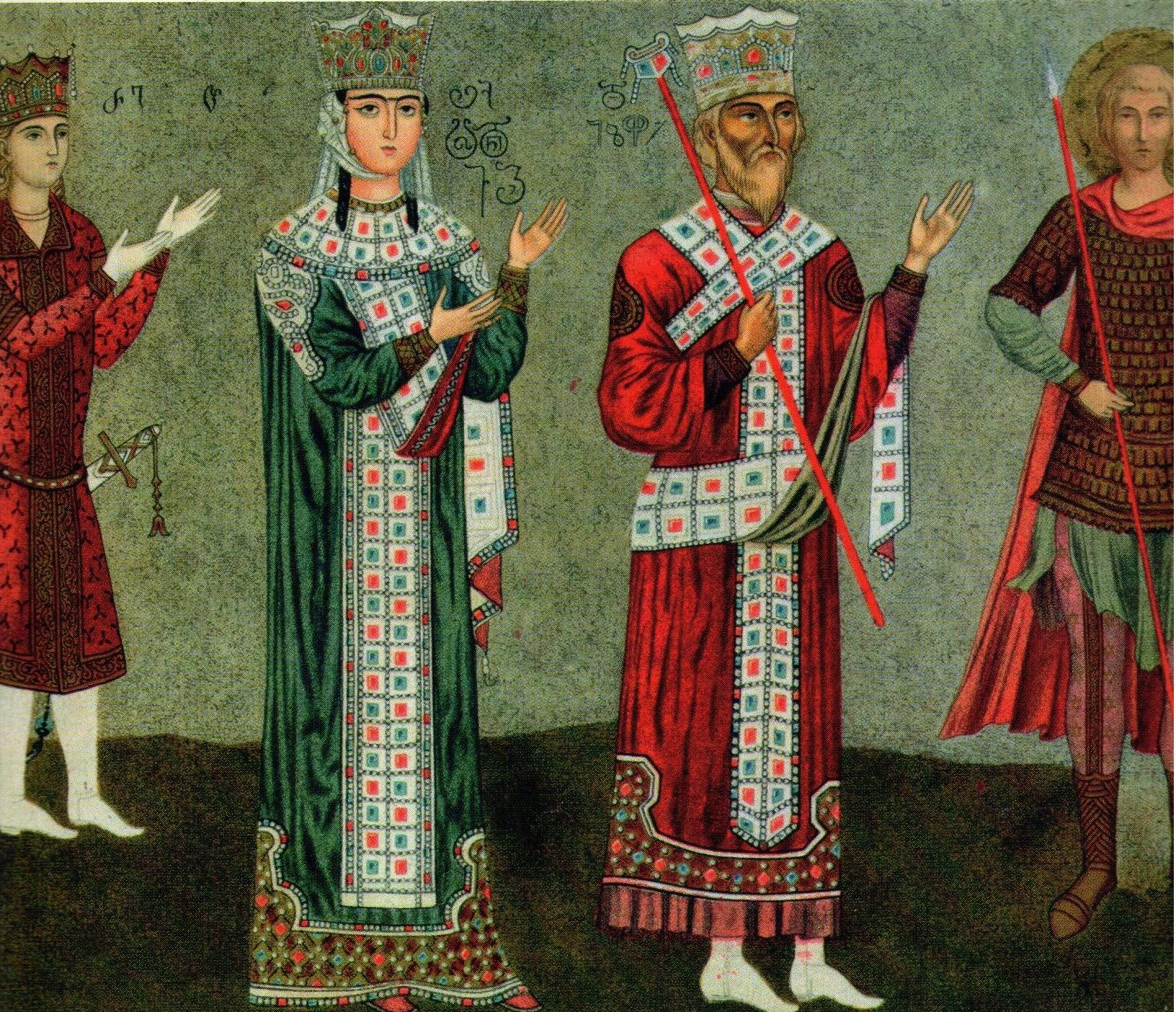
Regina Tamara împreună cu tatăl ei regele George al III-lea (frescă restaurată din Mănăstirea Betania)

Regatul unificat și-a menținut independența precară față de Imperiul Bizantin și față de Imperiul Selgiuc de-a lungul secolului XI, și a înflorit sub domnia lui David al IV-lea (1089–1125), care a respins atacurile selgiucizilor și a terminat esențiala unficare a Georgiei prin recucerirea Tbilisiului în 1122.

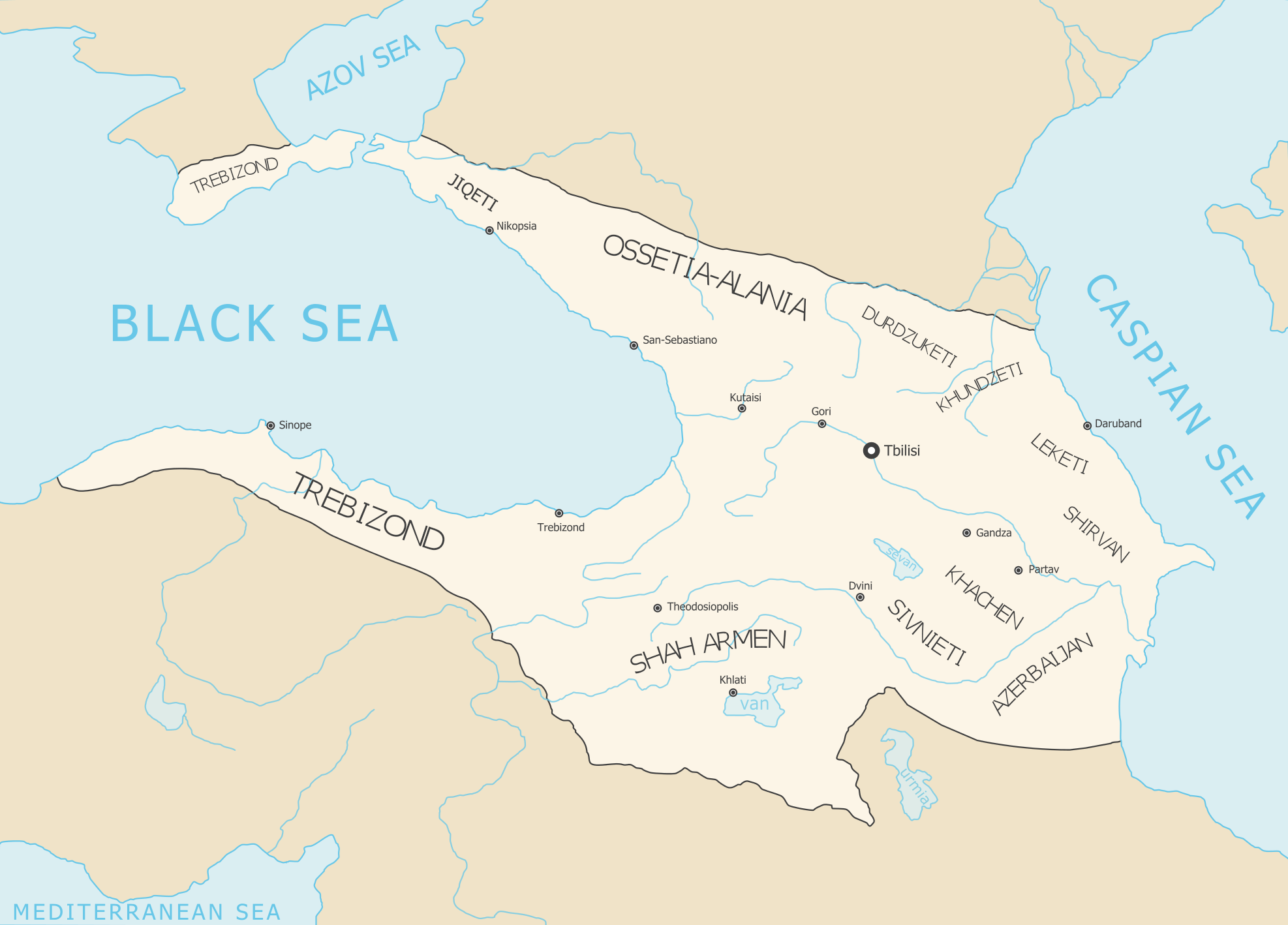
Regatul Georgiei în timpul domniei reginei Tamara

Odată cu declinul puterii bizantine și cu dizolvarea Marelui Imperiu Selgiuc, Georgia a devenit una dintre cele mai proeminent popoare creștine din Orientul Mijlociu, imperiul său pan-caucazian, întinzându-se la lungimea maximă a granițelor sale, de la Caucazul de Nord către Iranul de Nord și partea vestică a Anatoliei. În ciuda incidentelor repetate de certuri dinastice, regatul a continuat să prospere în timpul domniei lui Demetriu I (1125–1156), George al III-lea (1156–1184) și în special, în timpul domniei fiicei lui, Tamara (1184–1213). Odată cu moartea lui George al III-lea, dinastia s-a stins pe line bărbătească și a continuat, din mariajul reginei Tamara, cu prințul alaun, David Soslan, un descendent reputat al familiei Bagrationi.

## Dominația mongolă
În 1220, în urma invaziilor mongole în teritoriul transcaucazian, „epoca de aur” a regatului ia sfârșit, partea estică a Georgiei devenind vasală hanatului mongol Il. Însă regatul Imeriti, situându-se în partea vestică a Georgiei, a rămas independent sub domnia unei linii separate a Bagrationilor. În timpul lui George al V-lea (1314–1346) a existat o perioadă de renaștere, dar atacurile cuceritorului turc, Timur Lenk, dintre 1386 și 1403, a introdus regatul într-o situație proastă din punct de vedere economic și al dezvoltării culturale din care nu și-a revenit niciodată. 
Ultimul rege al Georgiei unite a fost Alexandru I, a cărui fii au divizat regatul în mai multe principate disputate.

## Cronologie
- Bagrat al III-lea (1008-1014)
- George I (07.05.1014-16.08.1027)
- Bagrat al IV-lea (16.08.1027-24.11.1072)
- George al II-lea (1072-1089)
- David al IV-lea (1089–1100)
- Demetriu I (1125–1154 și 1255-1256)
- George al III-lea (1156–1184)
- Tamara (27.03.1184–18.01.1213)
- George al IV-lea (18.01.1213-18.01.1222/1223)
- Rusudan (1223-1245)
- David al VI-lea (1245-1259)
- David al VII-lea (1247-1270)
- Demetriu al II-lea (1270-1289)
- Vakhtang al II-lea (1289-1292)
- David al VIII-lea (1292-1302 și 1308-1311)
- George al V-lea (1299-1302 și 1314–1346)
- Vakhtang al III-lea (1302-1308), (n. 1276 - d. 1308)
- David al IX-lea (1346-1360)
- Bagrat al V-lea cel Mare (1360-1393?)
- George al VII-lea (1393-1407)
- Constantin I (1407-1411)
- Alexandru I cel Mare (1412-1442)
- Vakhtang al IV-lea (1442-1446)
- George al VIII-lea (1446-1465)
- Bagrat al VI-lea (1466-1478)
- Alexandru al II-lea (1478)
- Constantin al II-lea (1478-1505)
- David al X-lea (1505-1525)
- George al IX-lea (1525-1527/1534)
- Luarsab I (1527-1556/1534-1558)
- Simon I cel Mare (1556-1569 și 1578-1599)
- George al X-lea (1599-1606)
- Luarsab al II-lea (1606-1615)
- Bagrat al VII-lea (1615/1616-1619)
- Simon al II-lea (1619-1630/1631)